# Priacanthus
Priacanthus è un genere di pesci marini appartenenti alla famiglia Priacanthidae. Tutti i membri del genere sono noti commercialmente in italiano come catalufa.

## Distribuzione e habitat
Il genere è diffuso in tutti i mari tropicali e subtropicali, alcune specie sono endemiche di singole isole o arcipelaghi oceanici. Nel mar Mediterraneo sono presenti due specie, entrambe rare: P. arenatus e P. sagittarius, il secondo di origine lessepsiana.
La maggior parte delle specie vive su fondi duri a qualche centinaio di metri di profondità nel piano circalitorale ma alcune vivono a poche decine di metri e altre fino a 400 metri di profondità, nel piano batiale.

## Descrizione
Hanno un aspetto tipico con occhi molto grandi, bocca ampia, corpo alto e appiattito lateralmente e colore rosso vivo.
Priacanthus arenatus è la specie di maggiori dimensioni e raggiunge i 50 cm di lunghezza.

## Tassonomia
Il genere comprende 12 specie:
- Priacanthus alalaua
- Priacanthus arenatus
- Priacanthus blochii
- Priacanthus fitchi
- Priacanthus hamrur
- Priacanthus macracanthus
- Priacanthus meeki
- Priacanthus nasca
- Priacanthus prolixus
- Priacanthus sagittarius
- Priacanthus tayenus
- Priacanthus zaiserae